# Sébastien Bordeleau
Sébastien Bordeleau, född 15 februari 1975, är en fransk-kanadensisk före detta professionell ishockeyforward som tillbringade sju säsonger i den nordamerikanska ishockeyligan National Hockey League (NHL), där han spelade för Montreal Canadiens, Nashville Predators, Minnesota Wild och Phoenix Coyotes. Han producerade 98 poäng (37 mål och 61 assists) samt drog på sig 98 utvisningsminuter på 251 grundspelsmatcher. Bordeleau spelade också för SC Bern och EHC Biel i Nationalliga A (NLA); Fredericton Canadiens, Worcester Icecats, Houston Aeros och Springfield Falcons i American Hockey League (AHL) och Olympiques de Hull i Ligue de hockey junior majeur du Québec (LHJMQ).
Han draftades av Montreal Canadiens i tredje rundan i 1993 års draft som 73:e spelaren totalt.
Efter den aktiva spelarkarriären har Bordeleau bland annat varit tekniktränare för Montreal Canadiens och utvecklingstränare för forwards hos Nashville Predators.
Han är son till Paulin Bordeleau och brorson till Christian Bordeleau och J.P. Bordeleau. Bordeleau är också far till Thomas Bordeleau. Samtliga har spelat i NHL under sina aktiva spelarkarriärer.

## Statistik
| 1990–1991    | Régents de Laval-Laurentides-Lanaudière | LHMAAAQ      | 39  | 27  | 36  | 63  | —   | —  | —  | —  | —  | —  |
| 1991–1992    | Olympiques de Hull                      | LHJMQ        | 62  | 26  | 32  | 58  | 91  | 5  | 0  | 3  | 3  | 23 |
| 1992–1993    | Olympiques de Hull                      | LHJMQ        | 60  | 18  | 39  | 57  | 95  | 10 | 3  | 8  | 11 | 20 |
| 1993–1994    | Olympiques de Hull                      | LHJMQ        | 60  | 26  | 57  | 83  | 151 | 17 | 6  | 14 | 20 | 26 |
| 1994–1995    | Olympiques de Hull                      | LHJMQ        | 68  | 52  | 76  | 128 | 140 | 18 | 13 | 19 | 32 | 25 |
|              | Fredericton Canadiens                   | AHL          | —   | —   | —   | —   | —   | 1  | 0  | 0  | 0  | 0  |
| 1995–1996    | Montreal Canadiens                      | NHL          | 4   | 0   | 0   | 0   | 0   | —  | —  | —  | —  | —  |
|              | Fredericton Canadiens                   | AHL          | 43  | 17  | 29  | 46  | 68  | 7  | 0  | 2  | 2  | 8  |
| 1996–1997    | Montreal Canadiens                      | NHL          | 28  | 2   | 9   | 11  | 2   | —  | —  | —  | —  | —  |
|              | Fredericton Canadiens                   | AHL          | 33  | 17  | 21  | 38  | 50  | —  | —  | —  | —  | —  |
| 1997–1998    | Montreal Canadiens                      | NHL          | 53  | 6   | 8   | 14  | 36  | 5  | 0  | 0  | 0  | 2  |
| 1998–1999    | Nashville Predators                     | NHL          | 72  | 16  | 24  | 40  | 6   | —  | —  | —  | —  | —  |
| 1999–2000    | Nashville Predators                     | NHL          | 60  | 10  | 13  | 23  | 30  | —  | —  | —  | —  | —  |
| 2000–2001    | Nashville Predators                     | NHL          | 14  | 2   | 3   | 5   | 14  | —  | —  | —  | —  | —  |
|              | Worcester Icecats                       | AHL          | 2   | 0   | 2   | 2   | 9   | 11 | 1  | 7  | 8  | 23 |
| 2001–2002    | Minnesota Wild                          | NHL          | 14  | 1   | 4   | 5   | 8   | —  | —  | —  | —  | —  |
|              | Houston Aeros                           | AHL          | 16  | 4   | 7   | 11  | 23  | —  | —  | —  | —  | —  |
|              | Phoenix Coyotes                         | NHL          | 6   | 0   | 0   | 0   | 2   | —  | —  | —  | —  | —  |
|              | Springfield Falcons                     | AHL          | 34  | 9   | 10  | 19  | 54  | —  | —  | —  | —  | —  |
| 2002–2003    | SC Bern                                 | NLA          | 41  | 21  | 27  | 48  | 158 | 13 | 4  | 5  | 9  | 10 |
| 2003–2004    | SC Bern                                 | NLA          | 37  | 18  | 31  | 49  | 52  | 14 | 10 | 4  | 14 | 14 |
| 2004–2005    | SC Bern                                 | NLA          | 41  | 11  | 19  | 30  | 83  | 11 | 3  | 6  | 9  | 8  |
| 2005–2006    | SC Bern                                 | NLA          | 44  | 24  | 30  | 54  | 56  | 4  | 3  | 5  | 9  | 6  |
| 2006–2007    | SC Bern                                 | NLA          | 41  | 15  | 29  | 44  | 48  | 4  | 2  | 1  | 3  | 0  |
| 2007–2008    | SC Bern                                 | NLA          | 48  | 22  | 25  | 47  | 40  | 6  | 3  | 2  | 5  | 2  |
| 2008–2009    | SC Bern                                 | NLA          | 32  | 6   | 20  | 26  | 20  | 3  | 0  | 1  | 1  | 0  |
| 2009–2010    | EHC Biel                                | NLA          | 47  | 19  | 21  | 40  | 48  | —  | —  | —  | —  | —  |
| 2010–2011    | EHC Biel                                | NLA          | 22  | 5   | 11  | 16  | 39  | —  | —  | —  | —  | —  |
| 2011–2012    | EHC Biel                                | NLA          | 42  | 15  | 14  | 29  | 22  | 5  | 0  | 3  | 3  | 2  |
| NHL totalt   | NHL totalt                              | NHL totalt   | 251 | 37  | 61  | 98  | 98  | 5  | 0  | 0  | 0  | 2  |
| NLA totalt   | NLA totalt                              | NLA totalt   | 395 | 156 | 227 | 383 | 566 | 78 | 31 | 35 | 67 | 73 |
| AHL totalt   | AHL totalt                              | AHL totalt   | 128 | 47  | 69  | 116 | 204 | 19 | 1  | 9  | 10 | 31 |
| LHJMQ totalt | LHJMQ totalt                            | LHJMQ totalt | 250 | 122 | 204 | 326 | 477 | 50 | 22 | 44 | 66 | 94 |

### Internationellt
| Källa:        | Källa:        | Källa:        |         | Utv = Utvisningsminuter | Utv = Utvisningsminuter | Utv = Utvisningsminuter | Utv = Utvisningsminuter | Utv = Utvisningsminuter |
| År            | Lag           | Mästerskap    | Matcher | Mål                     | Assists                 | Poäng                   | Utv                     |                         |
| ------------- | ------------- | ------------- | ------- | ----------------------- | ----------------------- | ----------------------- | ----------------------- | ----------------------- |
| 2004          | Frankrike     | VM            | 5       | 0                       | 0                       | 0                       | 4                       |                         |
| 2008          | Frankrike     | VM            | 5       | 2                       | 4                       | 6                       | 6                       |                         |
| Senior totalt | Senior totalt | Senior totalt | 10      | 2                       | 4                       | 6                       | 10                      |                         |